# Jonathan Bornstein
Jonathan Rey Bornstein (ur. 7 listopada 1984 w Torrance) – piłkarz amerykański pochodzenia meksykańskiego grający na pozycji prawego pomocnika lub obrońcy. Zawodnik Chicago Fire.

## Życiorys
Bornstein ma pochodzenie żydowskie oraz meksykańskie, ale urodził się w Kalifornii. 
Ukończył Los Alamitos High School, gdzie grał w piłkę przez 4 lata. Następnie był zawodnikiem Cal Poly Pomona Broncos, drużyny piłkarskiej University of California o nazwie Bruins.

### Kariera klubowa
W 2006 roku Bornstein podpisał kontrakt z profesjonalną ligą Major League Soccer i przed rozpoczęciem sezonu został wybrany w drafcie przez zespół CD Chivas USA. 3 kwietnia 2006 zadebiutował w lidze w wygranym 3:0 domowym spotkaniu z Real Salt Lake. Od czasu debiutu jest podstawowym zawodnikiem Chivas. Pierwszego gola w MLS zdobył 2 lipca 2006 w meczu z FC Dallas (3:0). W 2006 roku został wybrany MLS Rookie of the Year Award, czyli debiutantem roku w Major League Soccer. W 2007 roku dotarł z Chivas USA do półfinałów fazy play-off, jednak jego zespół przegrał z Kansas City Wizards. Także w 2008 roku Bornstein wystąpił z Chivas w fazie play-off. W zimowym okienku transferowym 2011 Amerykanin został zawodnikiem meksykańskiego zespołu Tigres UANL.
Następnie był zawodnikiem klubów: Atlante, Querétaro FC i Maccabi Netanja.
22 lipca 2019 podpisał kontrakt z amerykańskim klubem Chicago Fire, umowa do 31 grudnia 2020; bez odstępnego. 

### Kariera reprezentacyjna
W reprezentacji Stanów Zjednoczonych Bornstein zadebiutował 20 stycznia 2007 w wygranym 3:1 towarzyskim meczu z Danią i w debiucie zdobył gola. W tym samym roku selekcjoner Bob Bradley powołał go na Copa América 2007. Z kolei w 2009 roku został powołany do kadry na Puchar Konfederacji.
W 2005 roku Bornstein zdobył z kadrą USA srebrny medal na Olimpiadzie Machabejskiej.

## Statystyki

### Klubowe
Stan na 6 października 2019
| Sezon   | Klub            | Kraj              | Rozgrywki           | Mecze | Bramki |
| ------- | --------------- | ----------------- | ------------------- | ----- | ------ |
| 2006    | CD Chivas USA   | Stany Zjednoczone | Major League Soccer | 34    | 6      |
| 2007    | CD Chivas USA   | Stany Zjednoczone | Major League Soccer | 25    | 1      |
| 2008    | CD Chivas USA   | Stany Zjednoczone | Major League Soccer | 23    | 2      |
| 2009    | CD Chivas USA   | Stany Zjednoczone | Major League Soccer | 28    | 0      |
| 2010    | CD Chivas USA   | Stany Zjednoczone | Major League Soccer | 21    | 0      |
| 2010/11 | Tigres UANL     | Meksyk            | Liga MX             | 7     | 0      |
| 2011/12 | Tigres UANL     | Meksyk            | Liga MX             | 0     | 0      |
| 2012/13 | Tigres UANL     | Meksyk            | Liga MX             | 2     | 0      |
| 2013/14 | Tigres UANL     | Meksyk            | Liga MX             | 0     | 0      |
| 2013/14 | Atlante FC      | Meksyk            | Liga MX             | 3     | 0      |
| 2014/15 | Querétaro FC    | Meksyk            | Liga MX             | 13    | 1      |
| 2015/16 | Querétaro FC    | Meksyk            | Liga MX             | 27    | 0      |
| 2016/17 | Querétaro FC    | Meksyk            | Liga MX             | 27    | 1      |
| 2017/18 | Querétaro FC    | Meksyk            | Liga MX             | 14    | 0      |
| 2018/19 | Maccabi Netanja | Izrael            | Ligat ha’Al         | 25    | 1      |
| 2019    | Chicago Fire    | Stany Zjednoczone | Major League Soccer | 11    | 0      |